# Relativfel
Relativfel är ett mått på felet mellan det korrekta värdet {\displaystyle v} till skillnad mot ett approximativt värde {\displaystyle v_{approx}}.
Det relativa felet är då
{\displaystyle \eta ={\frac {|v-v_{approx}|}{|v|}}}
där {\displaystyle |.|} betyder absolutbelopp
Det är absolutfelet delat med absolutbeloppet av det korrekta värdet {\displaystyle v}